# Reshui, Qinghai
Reshui är en socken i Kina. Den ligger i provinsen Qinghai, i den nordvästra delen av landet, omkring 330 kilometer väster om provinshuvudstaden Xining. Antalet invånare är 3 731. Befolkningen består av 1 788 kvinnor och 1 943 män. Barn under 15 år utgör 23,0 %, vuxna 15-64 år 71 %, och äldre över 65 år 5,0 %.
Trakten runt Reshuixiang är nära nog obefolkad, med mindre än två invånare per kvadratkilometer. Närmaste större samhälle är Xarag, 20,0 km norr om Reshuixiang. Trakten runt Reshuixiang består i huvudsak av gräsmarker.
Genomsnittlig årsnederbörd är 301 millimeter. Den regnigaste månaden är juli, med i genomsnitt 75 mm nederbörd, och den torraste är december, med 4 mm nederbörd.